# Чисасиби
Чисаси́би (фр. Chisasibi; кри: chisaasiipii) — автохтонное поселение индейцев кри с прилегающими к нему угодьями регионального муниципалитета. В административном отношении является одним из 8 анклавов, образующих Автономную область кри, входящую в состав региона Север Квебека, провинции Квебек, Канада.
Поселение расположено на южном берегу реки Ла-Гранд. Чисасиби был основан в начале 1980 года после закрытия и передислокации индейских жителей бывшей деревни Форт-Джордж, которая была расположена в 10 км к западу, на одном из островов в устье реки Ла-Гранд при впадении последней в залив Джеймс. В 100 км к востоку от Чисасиби расположен франко-канадский посёлок Радиссон (население — 300 человек).
Население самого Чисасиби быстро растёт за счёт высокого естественного прироста в семьях кри и в настоящее время достигло 4 тысяч человек.